# Statistiche e record del Frosinone Calcio

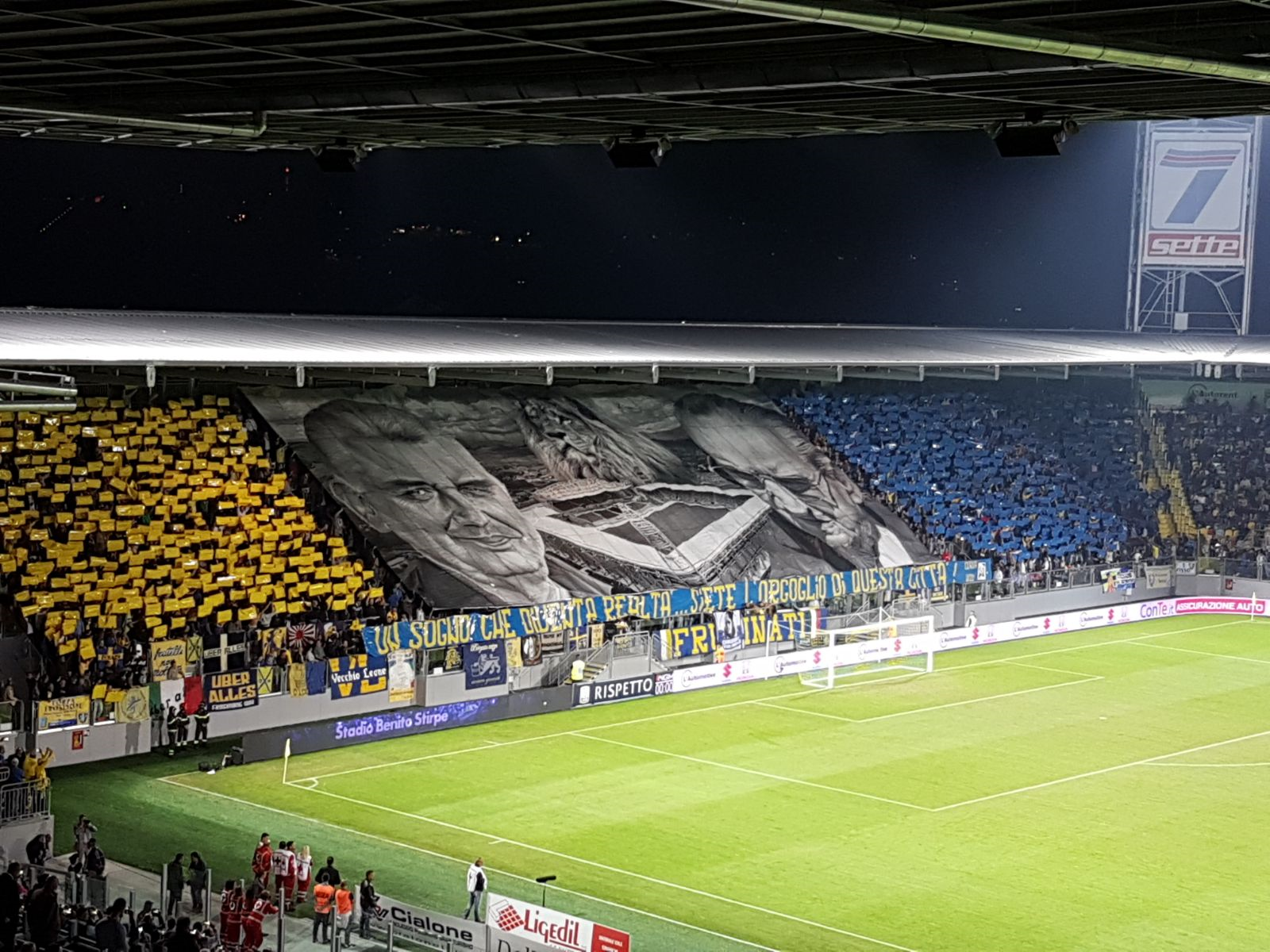
I maggiori risultati il Frosinone Calcio li ha conseguiti durante gli anni della presidenza Stirpe a partire dalla stagione di Serie C2 2003-04, conquistando le promozioni in Serie C1 (15 anni dopo la precedente esperienza), in Serie B per la prima volta nella sua storia e in Serie A nella stagione 2015-16. Nella foto il copricurva dedicato al presidente e a suo padre, suo predecessore alla guida del club e figura a cui è intitolato il Benito Stirpe, nuovo stadio di proprietà

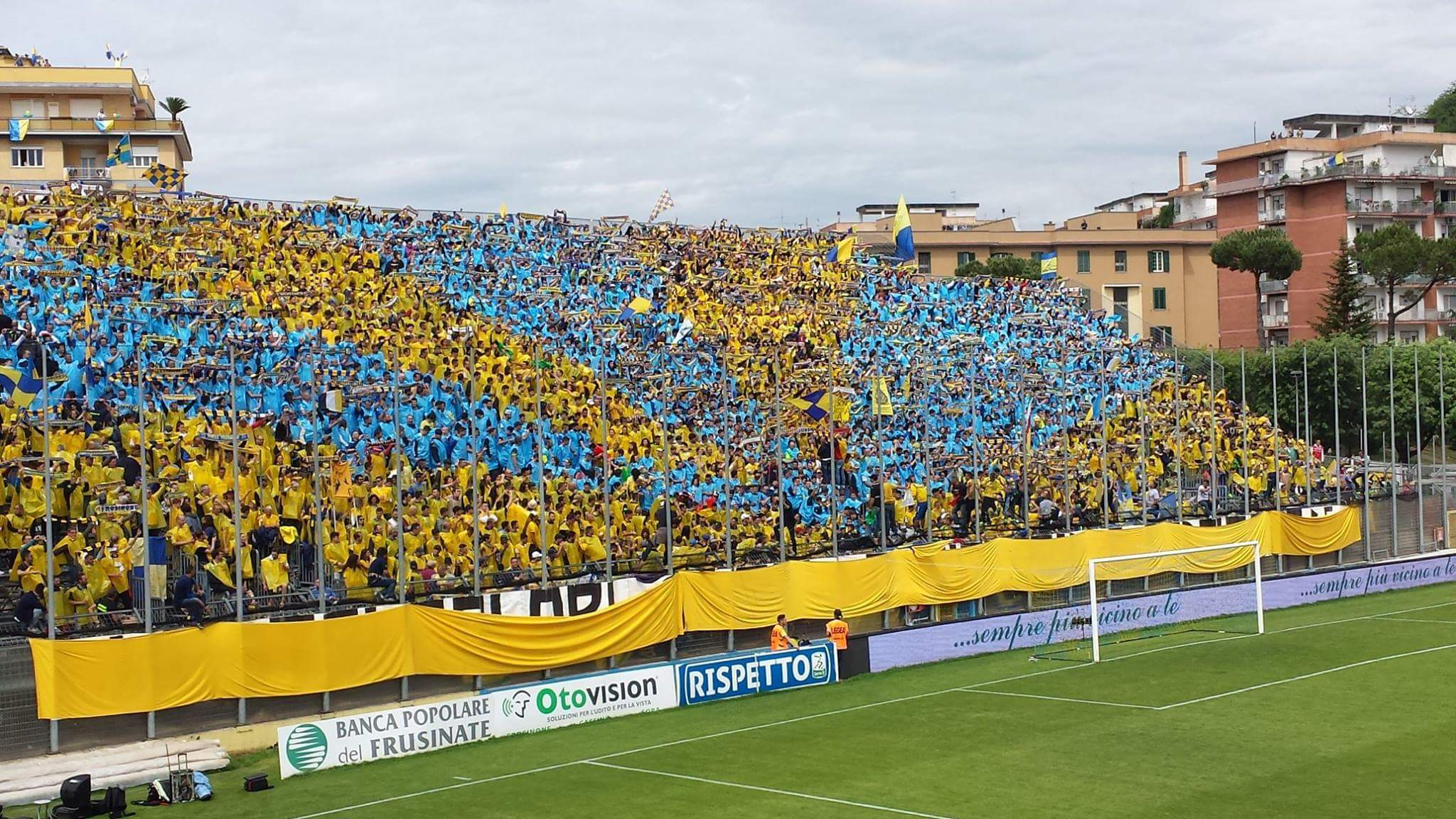
Il Frosinone Calcio nella stagione 2014-15 battendo 3-1 il Crotone raggiunse per la prima volta nella sua storia la Serie A

Sono riportate in questa pagina le statistiche riguardanti il Frosinone Calcio, società calcistica italiana con sede a Frosinone.

## Partecipazione alle competizioni
Vengono di seguito riassunte le partecipazioni del Frosinone Calcio a campionati e coppe dagli anni 30 ad oggi

### Campionati nazionali
Statistiche aggiornate alla stagione 2023-2024
| Livello | Categoria                           | Partecipazioni | Debutto   | Ultima stagione | Totale |
| ------- | ----------------------------------- | -------------- | --------- | --------------- | ------ |
| 1º      | Serie A                             | 3              | 2015-2016 | 2023-2024       | 3      |
| 2º      | Serie B                             | 12             | 2006-2007 | 2024-2025       | 13     |
| 3º      | Prima Divisione                     | 1              | 1934-1935 | 1934-1935       | 14     |
| 3º      | Serie C                             | 6              | 1947-1948 | 1974-1975       | 14     |
| 3º      | Serie C1                            | 4              | 1987-1988 | 2005-2006       | 14     |
| 3º      | Lega Pro Prima Divisione            | 3              | 2011-2012 | 2013-2014       | 14     |
| 4º      | Promozione                          | 4              | 1948-1949 | 1951-1952       | 37     |
| 4º      | IV Serie                            | 5              | 1952-1953 | 1956-1957       | 37     |
| 4º      | Campionato Interregionale - 1ª Cat. | 1              | 1957-1958 | 1957-1958       | 37     |
| 4º      | Campionato Interregionale           | 1              | 1958-1959 | 1958-1959       | 37     |
| 4º      | Serie D                             | 10             | 1963-1964 | 1977-1978       | 37     |
| 4º      | Serie C2                            | 16             | 1978-1979 | 2003-2004       | 37     |
| 5º      | Serie D                             | 4              | 1979-1980 | 2000-2001       | 8      |
| 5º      | Campionato Interregionale           | 2              | 1990-1991 | 1991-1992       | 8      |
| 5º      | Campionato Nazionale Dilettanti     | 2              | 1992-1993 | 1993-1994       | 8      |

### Play-off e play-out
Statistiche aggiornate alla stagione 2018-2019.
| Livello  | Categoria       | Partecip. | Vinti | Persi | Debutto   | Ultima stagione | Totale |
| -------- | --------------- | --------- | ----- | ----- | --------- | --------------- | ------ |
| Play-off | Serie B         | 3         | 1     | 2     | 2016-2017 | 2019-2020       | 3      |
| Play-off | Serie C1        | 2         | 1     | 1     | 2004-2005 | 2005-2006       | 3      |
| Play-off | Lega Pro I Div. | 1         | 1     | 0     | 2013-2014 | 2013-2014       | 3      |
| Play-off | Serie C2        | 1         | 0     | 1     | 1995-1996 | 1995-1996       | 1      |
| Play-out | Serie C2        | 2         | 1     | 1     | 1997-1998 | 1998-1999       | 2      |

### Coppa Italia
Statistiche aggiornate alla stagione 2023-2024
| Torneo                          | Partecipazioni | Debutto   | Ultima stagione | Totale |
| ------------------------------- | -------------- | --------- | --------------- | ------ |
| Coppa Italia                    | 17             | 2005-2006 | 2023-2024       | 17     |
| Coppa Italia Semiprofessionisti | 3              | 1972-1973 | 1974-1975       | 24     |
| Coppa Italia Serie C            | 19             | 1981-1982 | 2005-2006       | 24     |
| Coppa Italia Lega Pro           | 2              | 2012-2013 | 2013-2014       | 24     |
| Coppa Italia Serie D            | 2              | 1999-2000 | 2000-2001       | 2      |

## Palmarès
Vengono di seguito riassunti i principali risultati raggiunti dal Frosinone Calcio dagli anni 30 ad oggi
Statistiche aggiornate prima della stagione 2018-2019

### Competizioni interregionali
Campionato italiano di Serie B: 1 
2022-2023
 Campionato italiano Serie C2: 2 
1986-1987 (girone D),
2003-2004 (girone C)
 Campionato italiano di Serie D: 2 
1965-1966 (girone D),
1970-1971 (girone F)

### Competizioni regionali
Seconda Categoria: 1 
1959-1960
 Seconda Divisione: 1 
1945-1946 (girone E)

### Competizioni giovanili
Campionato nazionale Dante Berretti: 1 
2011-2012
 Campionato Allievi Nazionali: 1 
2011-2012
 Supercoppa Allievi: 1
2011-2012

### Altri piazzamenti
- Serie B

 Secondo posto: 2014-2015
 Terzo posto: 
Serie B 2016-2017
Serie B 2017-2018
- Terza Serie (Lega Pro 1D, Serie C1)

 Secondo posto: 
Lega Pro 1D 2013-2014 (girone B)
Serie C1 2005-2006 (girone B)
- Quarta serie (Serie C2, Serie D)

 Secondo posto: 
D 1967-68 (gir. F), D 1969-70 (gir. F)
D 1976-77 (gir. F), C2 1995-96 (gir. C)
 Terzo posto: 
C2 1981-82 (gir. C), C2 1984-85 (gir. D)
C2 1989-90 (gir. D)
- Quinta serie (Serie D, C.N.D.)

 Secondo posto: 
D 1980-81 (gir. D), D 2000-01 (gir. H)
 Terzo posto: 
C.N.D. 1993-94 (gir. G)
- Campionati regionali (II Divisione, III Divisione)

 Secondo posto: 
II Div. 1933-34 (XI zona), III Div. 1932-33 (gir. C)
- Coppa Italia Serie C

 Finale: 2004-2005
Semifinale: 2005-2006

## Storico piazzamenti nei campionati
Piazzamento della squadra nei campionati dagli anni trenta ad oggi

### Grafico andamento posizioni
Statistiche aggiornate prima della stagione 2023-2024
| Legenda: Serie A Serie B Serie C1 o 3° liv Serie C2 o 4° liv Serie D o 5° liv Campion. reg. R = ritirato Ra = Radiato |
| --- |

### Periodi di permanenza nella stessa serie
Statistiche aggiornate alla stagione 2022-2023
- Serie B

dal 2006-07 al 2010-11 (5 stagioni)
dal 2019-20 al 2022-23 (4 stagioni)
dal 2016-17 al 2017-18 (2 stagioni)
- Terza Serie (Lega Pro 1D, Serie C e C1)

dal 1971-72 al 1974-75 (4 stagioni)
dal 1987-88 al 1988-89 (2 stagioni)
dal 2004-05 al 2005-06 (2 stagioni)
dal 2011-12 al 2013-14 (3 stagioni)
- Quarta serie (Serie C2, Serie D)

dal 1948-49 al 1958-59 (11 stagioni)
dal 1963-64 al 1965-66 (3 stagioni)
dal 1967-68 al 1970-71 (4 stagioni)
dal 1975-76 al 1978-79 (4 stagioni)
dal 1981-82 al 1986-87 (6 stagioni)
dal 1994-95 al 1998-99 (5 stagioni)
dal 2001-02 al 2003-04 (3 stagioni)
- Quinta serie (Serie D, CND, Interreg.)

dal 1979-80 al 1980-81 (2 stagioni)
dal 1990-91 al 1993-94 (4 stagioni)
dal 1999-00 al 2000-01 (2 stagioni)
- Campionati regionali (II Categ. Lazio)

dal 1961-62 al 1962-63 (II Cat. Lazio)

### In dettaglio dal 2003 al 2023 (Presidenza Stirpe)
Maurizio Stirpe ha rilevato la presidenza del Frosinone Calcio a partire dalla stagione 2003-04, nella quale il team si trovava in Serie C2. 
 Sotto la sua gestione, la compagine ciociara ha centrato le promozioni in Serie C1 (15 anni dopo la precedente esperienza), la Serie B per la prima volta nella sua storia e la Serie A nella stagione 2015-16. Gli anni della presidenza Stirpe hanno visto i giallazzurri insediarsi da subito stabilmente nelle serie che contano, inanellando 5 stagioni in B per poi, dopo una parentesi di 3 anni, puntare alla scalata alla massima serie. In questi anni c'è stato un trend positivo del numero medio di spettatori (si veda il paragrafo delle statistiche su abbonamenti e presenze allo stadio), specialmente dopo la costruzione del impianto intitolato a Benito Stirpe, la cui capienza rispetto al vecchio Matusa è stata incrementata di oltre il 60%, raggiungendo i 16.227 posti tutti al coperto. Si tratta del terzo impianto moderno gestito direttamente da un club calcistico in Italia, dopo lo Juventus Stadium di Torino (2011) e lo Stadio Friuli di Udine (2013).
Statistiche aggiornate prima della stagione 2023-2024
| Stag.   | Serie       | Pos | Pt | G  | V  | N  | P  | GF | GS | DR   | Play-off | C.Italia      |
| ------- | ----------- | --- | -- | -- | -- | -- | -- | -- | -- | ---- | -------- | ------------- |
| 2003-04 | Serie C2    | 1°  | 64 | 34 | 18 | 10 | 6  | 39 | 17 | +22  | -        | gir (Se.C)    |
| 2004-05 | Serie C1    | 5º  | 59 | 36 | 17 | 8  | 11 | 42 | 39 | +3   | Semif.   | 2° (Se.C)     |
| 2005-06 | Serie C1    | 2°  | 55 | 34 | 15 | 10 | 9  | 43 | 37 | +6   | Vincit.  | 1º turno      |
| 2006-07 | Serie B     | 12º | 50 | 42 | 12 | 14 | 16 | 44 | 54 | -10  | -        | 1º turno      |
| 2007-08 | Serie B     | 10º | 56 | 42 | 15 | 11 | 16 | 63 | 67 | -4   | -        | 1º turno      |
| 2008-09 | Serie B     | 11º | 53 | 42 | 13 | 14 | 15 | 48 | 53 | -5   | -        | 2º turno      |
| 2009-10 | Serie B     | 16º | 53 | 42 | 15 | 8  | 19 | 50 | 67 | -17  | -        | 4º turno      |
| 2010-11 | Serie B     | 22º | 38 | 42 | 8  | 14 | 20 | 46 | 64 | -18  | -        | 3º turno      |
| 2011-12 | L.Pro I Div | 8º  | 45 | 34 | 13 | 6  | 15 | 40 | 41 | -1   | -        | 2º turno      |
| 2012-13 | L.Pro I Div | 7º  | 40 | 30 | 10 | 11 | 9  | 36 | 30 | +6   | -        | 2º turno      |
| 2013-14 | L.Pro I Div | 2°  | 62 | 32 | 18 | 8  | 6  | 53 | 26 | +27  | Vincit.  | 4º turno      |
| 2014-15 | Serie B     | 2°  | 71 | 42 | 20 | 11 | 11 | 62 | 49 | +13  | -        | 2º turno      |
| 2015-16 | Serie A     | 19º | 31 | 38 | 8  | 7  | 23 | 35 | 76 | −41  | -        | 3º turno      |
| 2016-17 | Serie B     | 3°  | 74 | 42 | 21 | 11 | 10 | 57 | 42 | +15  | Semif.   | 3º turno      |
| 2017-18 | Serie B     | 3°  | 72 | 42 | 19 | 15 | 8  | 65 | 47 | +18  | Vincit.  | 3º turno      |
| 2018-19 | Serie A     | 19º | 25 | 38 | 5  | 10 | 23 | 29 | 69 | - 40 | -        | 3º turno      |
| 2019-20 | Serie B     | 8º  | 54 | 38 | 14 | 12 | 12 | 41 | 38 | +3   | Final.   | 4º turno      |
| 2020-21 | Serie B     | 10º | 50 | 38 | 12 | 14 | 12 | 38 | 42 | -4   | -        | 2º turno      |
| 2021-22 | Serie B     | 9º  | 58 | 38 | 15 | 13 | 10 | 58 | 45 | +13  | -        | trentaduesimi |
| 2022-23 | Serie B     | 1º  | 80 | 38 | 24 | 8  | 6  | 63 | 26 | +37  | -        | trentaduesimi |
| 2023-24 | Serie A     | -º  | -  | 38 | -  | -  | -  | -  | -  | +qlc | -        | qlcs          |

## Record di squadra
La seguenti tabelle riassumono i dati su vittorie, sconfitte e pareggi nei campionati dagli anni 30 ad oggi

### I record in terza serie
Statistiche aggiornate prima della stagione 2018-2019
- Maggior numero di vittorie in campionato:
12 squadre: 5 (1934-35)
16 squadre: 11 (1947-48)
17 squadre: 18 (2013-14)
18 squadre: 15 (2005-06)
19 squadre: 17 (2004-05)
20 squadre: 13 (1971-72)
- Minor numero di vittorie in campionato:
12 squadre: 5 (1934-35)
16 squadre: 10 (2012-13)
17 squadre: 18 (2013-14)
18 squadre: 9 (1966-67)
19 squadre: 17 (2004-05)
20 squadre: 10 (1974-75)
- Maggior numero di pareggi in campionato:
12 squadre: 6 (1934-35)
16 squadre: 11 (2012-13)
17 squadre: 8 (2013-14)
18 squadre: 10 (1987-88, 2005-06)
19 squadre: 8 (2004-05)
20 squadre: 15 (1973-74)
- Minor numero di pareggi in campionato:
12 squadre: 6 (1934-35)
16 squadre: 7 (1947-48)
17 squadre: 8 (2013-14)
18 squadre: 6 (1988-89, 2011-12)
19 squadre: 8 (2004-05)
20 squadre: 13 (1971-72, 72-73, 74-75)
- Maggior numero di sconfitte in campionato:
12 squadre: 11 (1934-35)
16 squadre: 12 (1947-48)
17 squadre: 6 (2013-14)
18 squadre: 17 (1966-67)
19 squadre: 11 (2004-05)
20 squadre: 15 (1974-75)
- Minor numero di sconfitte in campionato:
12 squadre: 11 (1934-35)
16 squadre: 9 (2012-13)
17 squadre: 6 (2013-14)
18 squadre: 9 (2005-06)
19 squadre: 11 (2004-05)
20 squadre: 12 (1971-72, 1973-74)
- Maggior numero di vittorie in casa:
12 squadre: 4 (1934-35)
16 squadre: 7 (2012-13)
17 squadre: 13 (2013-14)
18 squadre: 11 (1988-89)
19 squadre: 12 (2004-05)
20 squadre: 11 (1971-72)
- Minor numero di vittorie in casa:
12 squadre: 4 (1934-35)
16 squadre: 7 (1947-48)
17 squadre: 13 (2013-14)
18 squadre: 9 (1966-67, 1987-88)
19 squadre: 12 (2004-05)
20 squadre: 10 (1972-73, 1973-74, 1974-75)
- Maggior numero di vittorie in trasferta:
12 squadre: 1 (1934-35)
16 squadre: 3 (2012-13)
17 squadre: 5 (2013-14)
18 squadre: 5 (2005-06)
19 squadre: 5 (2004-05)
20 squadre: 2 (1971-72, 1972-73)
- Minor numero di vittorie in trasferta:
12 squadre: 1 (1934-35)
16 squadre: 3 (2012-13)
17 squadre: 5 (2013-14)
18 squadre: 1 (1966-67, 1987-88, 1988-89)
19 squadre: 5 (2004-05)
20 squadre: 0 (1974-75)
- Maggior numero di pareggi in casa:
12 squadre: 5 (1934-35)
16 squadre: 5 (2012-13)
17 squadre: 3 (2013-14)
18 squadre: 6 (1987-88)
19 squadre: 3 (2004-05)
20 squadre: 8 (1972-73)

- Minor numero di pareggi in casa:
12 squadre: 5 (1934-35)
16 squadre: 4 (1947-48)
17 squadre: 3 (2013-14)
18 squadre: 2 (2011-12)
19 squadre: 3 (2004-05)
20 squadre: 6 (1974-75)
- Maggior numero di pareggi in trasferta:
12 squadre: 1 (1934-35)
16 squadre: 6 (2012-13)
17 squadre: 5 (2013-14)
18 squadre: 6 (2005-06)
19 squadre: 5 (2004-05)
20 squadre: 8 (1973-74)
- Minor numero di pareggi in trasferta:
12 squadre: 1 (1934-35)
16 squadre: 3 (1947-48)
17 squadre: 5 (2013-14)
18 squadre: 2 (1988-89)
19 squadre: 5 (2004-05)
20 squadre: 5 (1972-73)
- Maggior numero di sconfitte in casa:
12 squadre: 2 (1934-35)
16 squadre: 4 (1947-48)
17 squadre: 0 (2013-14)
18 squadre: 5 (1966-67)
19 squadre: 3 (2004-05)
20 squadre: 3 (1974-75)
- Minor numero di sconfitte in casa:
12 squadre: 2 (1934-35)
16 squadre: 3 (2012-13)
17 squadre: 0 (2013-14)
18 squadre: 1 (1988-89)
19 squadre: 3 (2004-05)
20 squadre: 1 (1971-72, 1972-73)
- Maggior numero di sconfitte in trasferta:
12 squadre: 9 (1934-35)
16 squadre: 8 (1947-48)
17 squadre: 6 (2013-14)
18 squadre: 15 (1988-89)
19 squadre: 8 (2004-05)
20 squadre: 12 (1972-73, 1974-75)
- Minor numero di sconfitte in trasferta:
12 squadre: 9 (1934-35)
16 squadre: 6 (2012-13)
17 squadre: 6 (2013-14)
18 squadre: 9 (2005-06)
19 squadre: 8 (2004-05)
20 squadre: 10 (1973-74)
- Maggior numero di vittorie consecutive:
5 (2017-18)
- Maggior numero di pareggi consecutivi:
5 (2012-13)
- Maggior numero di sconfitte consecutive:
4 (1966-67)
- Record di risultati utili consecutivi (senza sconfitte):
16 (2017-18: 8 vittorie - 8 pareggi)
- Vittoria più larga in casa:
20 ottobre 2013: Frosinone-Pontedera 5–0 (2012-13)
- Vittoria più larga in trasferta:
4 novembre 2012: Catanzaro-Frosinone 0–3 (2012-13)
- Sconfitta più larga in casa:
5 maggio 2013: Frosinone-Sorrento 2–4 (2012-13)
24 aprile 2005: Frosinone-Lumezzane 0-2 (2004-05)
20 ottobre 1974: Frosinone-Catania 1–3 (1974-75)
- Sconfitta più larga in trasferta:
7 ottobre 1934: Jesi-Frosinone 7–0 (1934-35)

### I record in serie B
Statistiche aggiornate alla stagione 2020-2021
- Maggior numero di vittorie in campionato:
21 (2016-17)
- Minor numero di vittorie in campionato:
8 (2010-11)
- Maggior numero di pareggi in campionato:
15 (2017-18)
- Minor numero di pareggi in campionato:
8 (2009-10)
- Maggior numero di sconfitte in campionato:
20 (2010-11)
- Minor numero di sconfitte in campionato:
8 (2017-18)
- Maggior numero di vittorie in casa:
14 (2014-15, 2016-17)
- Minor numero di vittorie in casa:
4 (2020-21)
- Maggior numero di vittorie in trasferta:
8 (2020-21)
- Minor numero di vittorie in trasferta:
2 (2010-11)
- Maggior numero di pareggi in casa:
9 (2020-21)
- Minor numero di pareggi in casa:
4 (2016-17)
- Maggior numero di pareggi in trasferta:
8 (2008-09, 2017-18)
- Minor numero di pareggi in trasferta:
1 (2009-10)
- Maggior numero di sconfitte in casa:
7 (2010-11)
- Minor numero di sconfitte in casa:
1 (2014-15)
- Maggior numero di sconfitte in trasferta:
13 (2009-10, 2010-11)
- Minor numero di sconfitte in trasferta:
6 (2017-18, 2020-21)

- Maggior numero di vittorie iniziali consecutive:
3 (2009-10)
- Maggior numero di vittorie consecutive:
6 (2019-20)
- Maggior numero di pareggi consecutivi:
4 (2008-09, 2010-11)
- Maggior numero di sconfitte consecutive:
4 (2009-10)
- Record di risultati utili consecutivi (senza sconfitte):
16 (2017-18: 8 vittorie - 8 pareggi)
- Vittoria più larga in casa:
12 febbraio 2008: Frosinone-Messina 4–0 (2007-08)
7 maggio 2011: Frosinone-Vicenza 4–0 (2010-11)
21 novembre 2014: Frosinone-Livorno 5–1 (2014-15)
20 gennaio 2018: Frosinone-Pro Vercelli 4–0 (2017-18)
30 novembre 2019: Frosinone-Empoli 4–0 (2019-20)
18 dicembre 2021: Frosinone-SPAL 4–0 (2021-22)
- Vittoria più larga in trasferta:
20 settembre 2014: Virtus Lanciano-Frosinone 1–5 (2014-15)
10 maggio 2021: Reggina-Frosinone 0–4 (2020-21)
- Sconfitta più larga in casa:
2 febbraio 2008: Frosinone-Pisa 1–5 (2007-08)
5 gennaio 2010: Frosinone-Ascoli 1–5 (2009-10)
6 febbraio 2010: Frosinone-Lecce 0–4 (2009-10)
- Sconfitta più larga in trasferta:
10 marzo 2007: Lecce-Frosinone 5–0 (2009-10)

### I record in serie A
Statistiche aggiornate alla stagione 2018-2019
- Numero di vittorie in campionato:
8 (2015-16)
- Numero di pareggi in campionato:
10 (2018-19)
- Numero di sconfitte in campionato:
23 (2015-16), (2018-19)
- Numero di vittorie in casa:
6 (2015-16)
- Numero di vittorie in trasferta:
4 (2018-19)
- Numero di pareggi in casa:
6 (2018-19)
- Numero di pareggi in trasferta:
4 (2018-19)
- Numero di sconfitte in casa:
12 (2018-19)
- Numero di sconfitte in trasferta:
14 (2015-16)
- Numero di vittorie consecutive:
2 (2018-19)
- Numero di pareggi consecutivi:
2 (2018-19)
- Numero di sconfitte consecutive:
6 (2018-19)
- Risultati utili consecutivi (senza sconfitte):
4 (2018-19: 1 vittoria - 3 pareggi)

- Vittoria più larga in casa:
28 settembre 2015: Frosinone-Empoli 2–0 (2015-16)
18 ottobre 2015: Frosinone-Sampdoria 2–0 (2015-16)
6 marzo 2016: Frosinone-Udinese 2–0 (2015-16)
- Vittoria più larga in trasferta:
27 gennaio 2019: Bologna-Frosinone 0–4 (2018-19)
- Sconfitta più larga in casa:
15 settembre 2018: Frosinone-Sampdoria 0–5 (2018-19)
20 gennaio 2019: Frosinone-Atalanta 0–5 (2018-19)
- Sconfitta più larga in trasferta:
3 aprile 2016: Genoa-Frosinone 4–0 (2015-16)
14 maggio 2016: Napoli-Frosinone 4–0 (2015-16)
22 novembre 2015: Inter-Frosinone 4–0 (2015-16)
14 maggio 2016: Napoli-Frosinone 4–0 (2015-16)
20 aprile 2016: Chievo-Frosinone 5–1 (2015-16)
26 settembre 2018: Roma-Frosinone 4–0 (2018-19)
8 dicembre 2018: Napoli-Frosinone 4–0 (2018-19)

### Punti in campionato e reti segnate e subite
La seguenti tabelle riassumono i punti conquistati e le reti fatte e subite nei campionati dalla Serie A alla terza serie
Statistiche aggiornate prima della stagione 2018-2019
| Punti - Maggior numero di punti ottenuti in una stagione: - Vittoria da 2 punti: 12 squadre: 16 punti (1934-35) 16 squadre: 29 punti (1947-48) 18 squadre: 34 punti (1987-88) 20 squadre: 39 punti (1971-72) - Vittoria da 3 punti (dal 1994): 16 squadre: 40 punti (2012-13) 17 squadre: 62 punti (2013-14) 18 squadre: 55 punti (2005-06) 19 squadre: 59 punti (2004-05) 20 squadre: 31 punti (2015-16) 22 squadre: 74 punti (2016-17) - Minor numero di punti ottenuti in una stagione: - Vittoria da 2 punti: 12 squadre: 16 punti (1934-35) 16 squadre: 29 punti (1947-48) 18 squadre: 26 punti (1966-67) 33 squadre: 34 punti (1974-75) - Vittoria da 3 punti (dal 1994): 16 squadre: 40 punti (2012-13) 17 squadre: 62 punti (2013-14) 18 squadre: 45 punti (2011-12) 19 squadre: 59 punti (2004-05) 20 squadre: 31 punti (2015-16) 22 squadre: 38 punti (2010-11) | Reti - Miglior differenza reti in campionato: Serie A: -41 (2015-16) Serie B: +18 (2017-18) Terza Serie: +27 (2013-14) - Minor differenza reti in campionato: Serie A: -41 (2005-06) Serie B: -18 (2010-11) Terza Serie: -17 (1988-89) - Maggior numero di reti segnate in campionato: 12 squadre: 24 reti (1934-35) 16 squadre: 48 reti (1947-48) 17 squadre: 53 reti (2013-14) 18 squadre: 43 reti (2005-06) 19 squadre: 42 reti (2004-05) 20 squadre: 35 reti (2015-16) 22 squadre: 65 reti (2017-18) - Minor numero di reti segnate in campionato: 12 squadre: 24 reti (1934-35) 16 squadre: 36 reti (2012-13) 17 squadre: 53 reti (2013-14) 18 squadre: 23 reti (1966-67) 19 squadre: 42 reti (2004-05) 20 squadre: 35 reti (2015-16) 22 squadre: 44 reti (2007-08) - Maggior numero di reti subite in campionato: 12 squadre: 39 reti (1934-35) 16 squadre: 39 reti (2012-13) 17 squadre: 26 reti (2013-14) 18 squadre: 45 reti (1988-89) 19 squadre: 39 reti (2004-05) 20 squadre: 76 reti (2015-16) 22 squadre: 67 reti (2007-08, 2009-10) - Minor numero di reti subite in campionato: 12 squadre: 39 reti (1934-35) 16 squadre: 26 reti (2012-13) 17 squadre: 26 reti (2013-14) 18 squadre: 36 reti (1987-88) 19 squadre: 39 reti (1988-89) 20 squadre: 24 reti (1971-72) 22 squadre: 42 reti (2016-17) |

### Altri record nei campionati semiprofessionistici
- Nella stagione 1967-1968 in Serie D Raffaele Trentini migliorò il record nazionale di imbattibilità restando senza subire reti per 1.204 minuti.
- Nella stagione 1970-71 in Serie D il Frosinone vantò il record nazionale per la migliore difesa (solo 8 reti subite dal portiere Recchia) raggiungendo la promozione in Serie C. Recchia ha difeso la porta del Frosinone per sette stagioni, dal 1968 al 1975, con 196 presenze.
- La conquista della Serie C2 nella stagione 1980-81 avvenne senza subire alcuna sconfitta
- Nella stagione di Serie D 2000-2001 il Frosinone risultò la miglior difesa di tutte le compagini dalla serie A alla D, subendo solo 16 gol e vincendo 26 partite su 34 (81 punti).

## Partite importanti

### I derby con il Latina
Le due compagini, tra le quali vi è una forte rivalità geografica, calcistica ed extracalcistica,  si sono incontrate 51 volte, con 18 vittorie del Frosinone, 21 pareggi e 12 sconfitte. Le vittorie più rotonde per il Frosinone sono state due 4-1 (l'ultimo dei quali ottenuto in trasferta il 2/11/2014), mentre la sconfitta più bruciante è stato un 4-0 all'inizio degli anni 60. Con 5 goal all'attivo è Federico Dionisi ad avere segnato più reti ai nerazzurri.

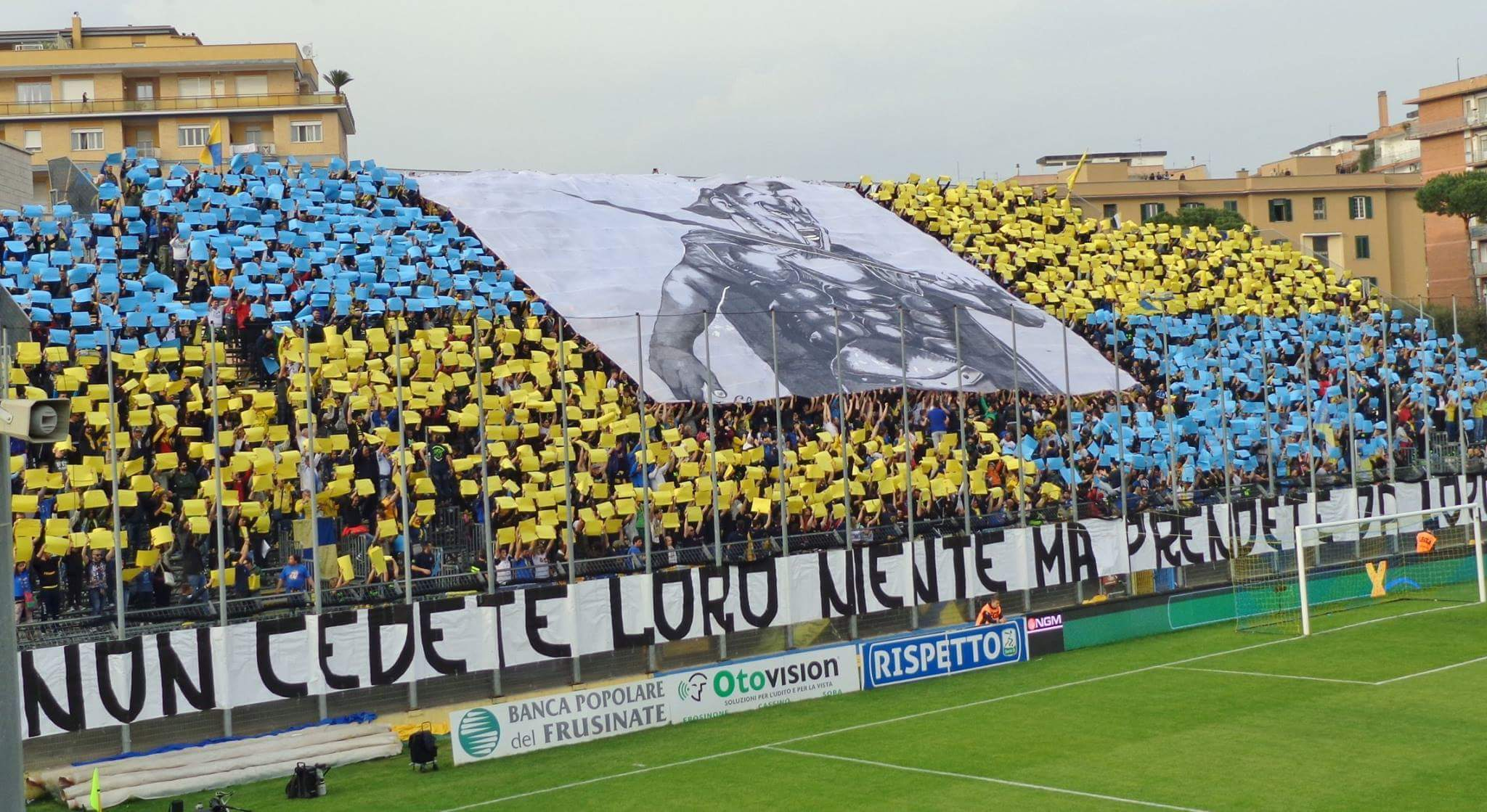
14/4/2015, coreografia nel primo derby in Serie B al Matusa

Il primo derby in assoluto si ebbe nella stagione 1946-1947 in Prima Divisione (terza serie). Curiosamente la partita fu sospesa per impraticabilità del campo (il neutro di Ceccano) al 15' del primo tempo con il Latina in vantaggio per 1-0. 
I due derby finiti 1-1 nella stagione 1965-1966 consentirono al Frosinone di vincere il campionato con un punto in più dei pontini ed essere promosso in Serie C. 
Lo scontro diretto del 17/5/1987, vinto 3-0 alla quart'ultima giornata, consentì al Frosinone di vincere il campionato e conquistare la Serie C1, ritrovando la terza serie dopo 12 anni.
Nella stagione 2003-2004 i due derby vinti per 1-0 contribuirono alla promozione in C1, a distanza di 15 anni dall'ultima volta. 
Dopo ben 8 anni le due squadre si ritrovarono faccia a faccia nel 2011 in Lega Pro Prima Divisione. 
L'esordio per il derby in Serie B avvenne il 2 novembre 2014, con il Frosinone che si affermò in trasferta con un sonoro 1-4, seguito da un'altra vittoria per 1-0 nel primo derby in Serie B al Matusa. La vittoria in trasferta 0-1 il 4 febbraio 2017 viene ricordata come l'ultimo derby giocato nel vecchio stadio del Frosinone, prima dell'inaugurazione del nuovo Stadio Benito Stirpe.
Statistiche aggiornate al 15/01/2018
| Camp.                | Stagioni | Stagioni | Stagioni | In casa | In casa | In casa | In casa | In casa | Fuori casa | Fuori casa | Fuori casa | Fuori casa | Fuori casa | Totale | Totale | Totale | Totale | Totale | Totale |
| Camp.                | da:      | a:       | S        | V       | N       | P       | f       | s       | V          | N          | P          | f          | s          | G      | V      | N      | P      | f      | s      |
| -------------------- | -------- | -------- | -------- | ------- | ------- | ------- | ------- | ------- | ---------- | ---------- | ---------- | ---------- | ---------- | ------ | ------ | ------ | ------ | ------ | ------ |
| Serie B              | 2014-15  | 2016-17  | 2        | 2       | 0       | 0       | 3       | 1       | 2          | 0          | 0          | 5          | 1          | 4      | 4      | 0      | 0      | 8      | 2      |
| III Serie LP1, C, C1 | 1947-48  | 2012-13  | 4        | 3       | 1       | 0       | 7       | 2       | 0          | 1          | 3          | 1          | 5          | 8      | 3      | 2      | 3      | 8      | 7      |
| IV serie C2, D, Pr   | 1948-49  | 2003-04  | 14       | 7       | 6       | 1       | 17      | 6       | 2          | 9          | 3          | 12         | 17         | 28     | 9      | 15     | 4      | 29     | 23     |
| V serie D, CND       | 1992-93  | 1999-00  | 3        | 1       | 1       | 1       | 2       | 2       | 1          | 2          | 0          | 1          | 0          | 6      | 2      | 3      | 1      | 3      | 2      |
| C. Reg. 1D / 1Cat    | 1946-47  | 1960-61  | 2        | 0       | 1       | 2       | 1       | 3       | 0          | 0          | 2          | 0          | 5          | 5      | 0      | 1      | 4      | 1      | 8      |
| Totale               | 1947-48  | 2016-17  | 25       | 13      | 9       | 4       | 30      | 14      | 5          | 12         | 8          | 19         | 28         | 51     | 18     | 21     | 12     | 49     | 42     |

Nel dettaglio, a partire dal 1946, Il Frosinone e il Latina si sono incontrate 51 volte:
| Stag.   | Serie            | Andata                                                                                   | Andata                           | Ritorno                                                                               | Ritorno                            |
| Stag.   | Serie            | Risultato                                                                                | Data/arb.                        | Risultato                                                                             | Data/arb.                          |
| ------- | ---------------- | ---------------------------------------------------------------------------------------- | -------------------------------- | ------------------------------------------------------------------------------------- | ---------------------------------- |
| 1946-47 | I Div reg gir.C  | Frosinone – Latina* 0-1 Baratella (L) Frosinone – Latina* 0-0                            | 26-12-1946 Giovannini (RM)       | Latina* – Frosinone 1-0 8'st Pieri (L)                                                | 02-03-1947 Mori                    |
| 1947-48 | SerieC Int gir.P | Latina – Frosinone 2-1 9' Picchi (L), 5'st Baratella (L), 7'st Spaziani                  | 01-01-1948 Toni (RM)             | Frosinone – Latina 2-0 24' Papetti, 22'st Lazzarini (r.)                              | 02-05-1948 Verrocchio (PE)         |
| 1948-49 | Pr.Int. gir.I    | Latina – Frosinone 4-1 8' Orsini, 11' 33' 18'st Plini (L), 10'st Rinaldi (r.L)           | 28-11-1948 Biciocchi (RM)        | Frosinone – Latina 0-0                                                                | 10-05-1949 Menecagli (LI)          |
| 1952-53 | IV Serie gir. G  | Latina – Frosinone 3-1 7' Fortuna, 43' e 24'st Orsini (L), 2'st Mercatali (L)            | 16-11-1952 Murtas (CA)           | Frosinone – Latina 4-1 7' 42'st 44'st Quercia, 3'st Fortuna, 38'st Bandini (L)        | 01-03-1953 Perri (CZ)              |
| 1960-61 | I Cat reg gir.D  | Frosinone – Latina 1-2 26' Gasparini (L), 42' Caputi, 30'st Roccato (L)                  | 23-10-1960 Bartolini (RM)        | Latina – Frosinone 4-0 26' Gasparini (L), 36' 40' Pillinini (L), 31'st Crociara (L)   | 12-02-1961 Tonnina (RM)            |
| 1965-66 | Serie D gir. D   | Frosinone – Latina 1-1 15' Guarniero (L), 29' Benvenuto                                  | 09-01-1966 Fuschi (PE)           | Latina – Frosinone 1-1 19'st Graziani, 39'st Guarniero (L)                            | 15-05-1966 Vacchini (MI)           |
| 1967-68 | Serie D gir. F   | Latina – Frosinone 0-0                                                                   | 07-01-1968 Castelli (Treviglio)  | Frosinone – Latina 0-0                                                                | 12-05-1968 Marino (PR)             |
| 1968-69 | Serie D gir. F   | Frosinone – Latina 2-2 35' 33'st Fumagalli, 9'st Guarniero (L), 30'st Crociara (L)       | 17-11-1968 Pedretti (MO)         | Latina – Frosinone 0-0                                                                | 23-03-1969 Bastignana (PV)         |
| 1970-71 | Serie D gir. F   | Latina – Frosinone 0-0                                                                   | 04-10-1970 Del Fiandra (MS)      | Frosinone – Latina 0-0                                                                | 07-02-1971 Cesari (BO)             |
| 1973-74 | Serie C gir. C   | Frosinone – Latina 2-0 11' Vescovi, 16'st Palanca                                        | 23-12-1973 Scolari (VR)          | Latina – Frosinone 1-0 45' Di Carlo (L)                                               | 19-05-1974 Pieri (GE)              |
| 1975-76 | Serie D gir. F   | Frosinone – Latina 1-0 42'st Guigia (r.)                                                 | 23-11-1975 Testa (Prato)         | Latina – Frosinone 1-1 37'st Morano (L), 39'st Cremaschi                              | 04-04-1976 Autieri (Torre Annunz.) |
| 1976-77 | Serie D gir. F   | Latina – Frosinone 3-1 17' Caiazza (L), 24' Luconi, 30' Rispoli (L), 7'st Pezzuoli (L)   | 10-10-1976 Creati (Acireale)     | Frosinone – Latina 2-0 40' Passarani, 45' Santarelli (r.)                             | 13-02-1977 Vallesi (PI)            |
| 1982-83 | Serie C2 gir. D  | Frosinone – Latina 1-0 37'st Santarelli                                                  | 05-12-1982 Creati (Acireale)     | Latina – Frosinone 0-0                                                                | 01-05-1983 Scevola (MI)            |
| 1983-84 | Serie C2 gir. D  | Latina – Frosinone 1-2 6' 21'st Pepe, 26' Di Trapano (L)                                 | 18-12-1983 Mellino (KR)          | Frosinone – Latina 1-0 4' Marsiglioni (L, autogol)                                    | 13-05-1984 Bettini (Forlì)         |
| 1986-87 | Serie C2 gir. D  | Latina – Frosinone 1-1 19' Morgagni (L, autogol), 21' Mannarelli (L)                     | 21-12-1986 Gargiulo (NA)         | Frosinone – Latina 3-0 31' Gaudino, 29'st Orlandi, 43'st Fantoni                      | 17-05-1987 Beschin (Legnago)       |
| 1989-90 | Serie C2 gir. D  | Frosinone – Latina 1-1 40' Scaglia, 28'st Bigotto (L)                                    | 03-12-1989 Contente (SA)         | Latina – Frosinone 2-2 6' De Angelis (L), 17' Bigotto (L), 35' Barbetta, 46' Lancioni | 29-04-1990 Franceschini (BA)       |
| 1992-93 | CND gir. H       | Frosinone – Latina 0-0                                                                   | 01-11-1992 Botta (CH)            | Latina – Frosinone 0-1 29' De Feo                                                     | 14-06-1993 D'Amato (Barletta)      |
| 1993-94 | CND gir. G       | Frosinone – Latina 0-1 19' Monti (L)                                                     | 05-09-1993 Paparesta (BA)        | Latina – Frosinone 0-0                                                                | 09-01-1994 Linfatici (Viareggio)   |
| 1999-00 | Serie D gir. G   | Frosinone – Latina 2-1 15' Neri, 29' Carnevale, 20'st Neroni (L)                         | 17-10-1999 Morgante (ME)         | Latina – Frosinone 0-0                                                                | 05-03-2000 Paventa (Tivoli)        |
| 2002-03 | Serie C2 gir. C  | Latina – Frosinone 1-1 2' Simonetti (L), 42'st Testa                                     | 01-12-2002 Mazzoleni (BG)        | Frosinone – Latina 0-1 21' Simonetti (L, r.)                                          | 19-04-2003 Mariuzzo (VE)           |
| 2003-04 | Serie C2 gir. C  | Frosinone – Latina 1-0 16'st Manca                                                       | 14-12-2003 Marelli (CO)          | Latina – Frosinone 0-1 28' Aquino                                                     | 25-04-2004 Tonolini (MI)           |
| 2011-12 | L.Pro 1D gir. B  | Frosinone – Latina 1-1 8' Ganci, 33' Berardi (L)                                         | 23-10-2011 Abbattista (Molfetta) | Latina – Frosinone 2-0 26'st Burrai (L, r.), 35' Giacomini (L)                        | 11-03-2012 Fabbri (RA)             |
| 2012-13 | L.Pro 1D gir. B  | Latina – Frosinone 0-0                                                                   | 14-10-2012 Ros (PN)              | Frosinone – Latina 2-1 5' Aurelio, 47' Carrus (r.), 44'st Jefferson (L)               | 03-03-2013 Aureliano (BO)          |
| 2014-15 | Serie B          | Latina – Frosinone 1-4 15' 18' D. Ciofani, 7'st Dionisi, 18'st Doudou (L), 31'st Curiale | 02-11-2014 Marchiori (FE)        | Frosinone – Latina 1-0 31' Dionisi (r.)                                               | 14-04-2015 Fabbri (RA)             |
| 2016-17 | Serie B          | Frosinone – Latina 2-1 7'st 19'st Dionisi, 42'st Acosty (L)                              | 10-09-2016 Pasqua (Tivoli)       | Latina – Frosinone 0-1 38' Dionisi (r.)                                               | 04-02-2017 Manganiello (Pinerolo)  |

* Stagione 1946-47: La gara di andata col Latina (fino al 1950 denominata Associazione Sportiva La Pontina Latina), disputata sul neutro di Ceccano, fu sospesa per impraticabilità del campo al 15' del primo tempo e fu quindi ripetuta.

### Incontri significativi
Di seguito vengono riportati gli incontri particolarmente importanti nella storia del club ciociaro, come gli esordi nei massimi campionati professionistici, le gare di play off o di cartello e i primi storici match contro squadre blasonate.
Oltre a stagioni, punteggi e date, vengono specificati anche i marcatori e delle brevi note che danno il contesto nel quale sono maturati i risultati.
La maggior parte degli incontri è stata disputata nello storico e vetusto Matusa, mentre le più recenti sono state giocate nel nuovo Stadio Benito Stirpe, impianto all'inglese di recente costruzione gestito direttamente dal Frosinone Calcio. Il vecchio Matusa ha visto oltre 80 anni di storia, ospitando gare di tutti i campionati, da quelli regionali fino alla Serie B e alla Serie A. Il nuovo stadio, intitolato a Benito Stirpe, ha una capienza incrementata di oltre il 60% rispetto al Comunale, raggiungendo 16.125 posti tutti al coperto. Si tratta del terzo impianto moderno gestito direttamente da un club calcistico in Italia, dopo lo Juventus Stadium di Torino (2011) e lo Stadio Friuli di Udine (2013). L'esordio del Benito Stirpe è avvenuto in Serie B.
| Stag.   | Cam.           | Partita                                                                                        | Partita     | Note |
| Stag.   | Cam.           | Risultato                                                                                      | Data        | Note |
| ------- | -------------- | ---------------------------------------------------------------------------------------------- | ----------- | --- |
| 1986-87 | C2 gir.D       | Frosinone – Latina 3-0 Gaudino, Orlandi, Fantoni                                               | 19 mag 1987 | Lo scontro diretto alla quart'ultima giornata consente al Frosinone di vincere il campionato e riconquistare la C1 dopo 12 anni                                                        |
| 1995-96 | C2 gir.C       | Benevento – Frosinone 1-0 Barrocci (B)                                                         | 19 mag 1996 | All'ultima giornata la sconfitta a Benevento costa il sorpasso dell'Avezzano, che vince a Teramo. I 2736 tifosi al seguito vedono sfumare vetta e promozione in C1 per un solo punto   |
| 2003-04 | C2 gir.C       | Melfi – Frosinone 0-1 De Cesare                                                                | 09 mag 2004 | La vittoria a Melfi all'ultima giornata regala ai 1200 tifosi al seguito il sorpasso sul Brindisi (1-1 con l'Igea) e la C1                                                             |
| 2004-05 | C1 gir.A       | Frosinone – Mantova 2-4 Caridi (M), De Cesare, Tarana (M), Mastronunzio, Cioffi (M), Poggi (M) | 29 mag 2005 | Per la prima volta nella storia del club, il Matusa ospita i play-off per salire in Serie B                                                                                            |
| 2005-06 | C1 gir.B       | Frosinone – Napoli 1-3 Mastronunzio, Bogliacino (N), Pià (N), Bogliacino (N)                   | 15 dic 2005 | Match d'alta classifica in un Matusa-fortino (7 vinte su 7, 4 gol subiti). Il rosso a Ischia al 9' e un arbitraggio discutibile complicano la gara nonostante l'1-0 di Mastronunzio    |
| 2005-06 | C1 gir.B       | Frosinone – Grosseto 1-0 Martini                                                               | 11 giu 2006 | Arrivato 2º dietro al Napoli, nella finale di ritorno play-off il Leone batte il Grosseto di Allegri col gol di Martini subentrato a Ginestra e entra nella storia andando in Serie B. |
| 2006-07 | B              | Triestina – Frosinone 1-0 Rossetti (T)                                                         | 9 set 2006  | L'esordio storico in Serie B vede il Frosinone perdere a Trieste |
| 2006-07 | B              | Frosinone – Arezzo 0-0                                                                         | 16 set 2006 | L'esordio storico del Matusa in Serie B vede il Frosinone pareggiare 0 a 0 |
| 2006-07 | B              | Vicenza – Frosinone 1-2 Cavalli (V), Di Nardo, Margiotta                                       | 30 set 2006 | La prima vittoria in Serie B è in rimonta nella trasferta di Vicenza |
| 2006-07 | B              | Juventus – Frosinone 1-0 Del Piero (J)                                                         | 20 ott 2006 | In un Juve-Frosinone che solo 2 anni prima nessun ciociaro avrebbe mai immaginato, Del Piero segna il gol nº200. Un 1 a 0 risicato, con Buffon superbo su un bolide di Di Venanzio     |
| 2013-14 | L.Pro 1D gir.B | Perugia – Frosinone 1-0 Moscati (P)                                                            | 4 mag 2014  | Al Curi davanti a quasi 20.000 persone, il Perugia vince lo scontro al vertice e va in Serie B, mandando il Frosinone ai play-off                                                      |
| 2013-14 | L.Pro 1D gir.B | Frosinone – Lecce 3-1 Beretta (L), Paganini, Frara, Viola                                      | 7 giu 2014  | Nella finale di ritorno il Frosinone va sotto ma reagisce con Paganini, spreca molto ma chiude ai supplementari con capitan Frara e Viola, riconquistando la B.                        |
| 2014-15 | B              | Latina – Frosinone 1-4 2 D. Ciofani, Dionisi, Doudou (L), Curiale                              | 2 nov 2014  | Il Frosinone dilaga 4-1 in trasferta nel primo, storico derby in Serie B |
| 2014-15 | B              | Frosinone – Crotone 3-1 D. Ciofani, 2 Dionisi, Gigli (C)                                       | 16 mag 2015 | Emozioni forti nel 3-1 interno con il Crotone, con Zappino che para anche un rigore. Il Frosinone scrive la Storia: la Serie A è conquistata                                           |
| 2015-16 | A              | Frosinone – Torino 1-2 Soddimo, Quagliarella (T), Baselli (T)                                  | 23 ago 2015 | Nell'esordio storico del Frosinone in Serie A il Torino rimonta il gol di Soddimo al Matusa                                                                                            |
| 2015-16 | A              | Juventus – Frosinone 1-1 Zaza (J), Blanchard                                                   | 23 set 2015 | Il leone non molla mai e dopo 4 sconfitte ottiene il 1°punto in A col gol al 92' allo Stadium                                                                                          |
| 2015-16 | A              | Frosinone – Empoli 2-0 Dionisi, Dionisi                                                        | 28 set 2015 | Una doppietta di Dionisi regala la prima vittoria in Serie A |
| 2015-16 | A              | Milan – Frosinone 3-3 Pagagini, Kragl, Bacca (M), Dionisi, Antonelli (M), Ménez (M)            | 1 mag 2016  | Un rigore parato da Bardi e uno a segno al 92' che nega al Frosinone una vittoria a San Siro. Leone indomito ed eurogol di Kragl da 35m                                                |
| 2015-16 | A              | Frosinone – Sassuolo 0-1 Politano (S)                                                          | 8 mag 2016  | Tutta Italia elogia i tifosi del Leone che dicono addio alla A applaudendo società e squadra                                                                                           |
| 2016-17 | B              | Frosinone – Latina 2-1 2 Dionisi, Acosty (L)                                                   | 10 set 2016 | Doppietta di Dionisi nel 50º derby, l'ultimo al Matusa prima dell'inaugurazione dello Stirpe                                                                                           |
| 2016-17 | B              | Latina – Frosinone 0-1 Dionisi                                                                 | 4 feb 2017  | Col solito Dionisi a Latina arriva il 5º derby di fila vinto. L'ultimo prima del fallimento dei pontini                                                                                |
| 2016-17 | B              | Benevento – Frosinone 2-1 Pușcaș (B), D. Ciofani, Ceravolo (B)                                 | 13 mag 2017 | La sconfitta al 93º a Benevento alla penultima giornata costa la Serie A al Frosinone                                                                                                  |
| 2016-17 | B              | Frosinone – Carpi 0-1 Letizia (C)                                                              | 29 mag 2017 | Frosinone in 11 contro 9 ma il gol di Letizia all'86' nei play-off spezza il sogno-Serie A                                                                                             |
| 2017-18 | B              | Frosinone – Cremonese 0-0                                                                      | 2 ott 2017  | Stupendo copricurva della Nord per Benito e Maurizio Stirpe alla prima del nuovo stadio                                                                                                |
| 2017-18 | B              | Frosinone – Ternana 4-2 Gasparetto (T), Soddimo, M.Ciofani, Angiulli (T), Citro, Ciano         | 24 ott 2017 | La prima vittoria al Benito Stirpe è in rimonta contro la Ternana |
| 2017-18 | B              | Frosinone – Foggia 2-2 Mazzeo (F), Paganini, Rubin (F, aut.), Floriano (F)                     | 18 mag 2018 | All'ultima giornata, col record di spettatori allo Stirpe, sfuma la vittoria-promozione all'89° e il Frosinone va ai play-off                                                          |
| 2017-18 | B              | Frosinone – Palermo 2-0 Maiello, Ciano                                                         | 16 giu 2018 | La finale di ritorno dei play-off col Palermo termina 2-0: si torna in Serie A! |
| 2018-19 | A              | Frosinone – Juventus 0-2 Ronaldo (J), Bernardeschi (J)                                         | 23 set 2018 | Dopo 1 mese dal ritorno, il primo gol in trasferta di Ronaldo in A viene segnato in uno Stirpe sold out                                                                                |
| 2018-19 | A              | Frosinone – Milan 0-0                                                                          | 26 dic 2018 | Il Frosinone domina il Milan vedendosi annullato un gol e sfiorando per più di una volta il vantaggio.                                                                                 |
| 2018-19 | A              | Frosinone – Parma 3-2 Pinamonti, Barillà (P), Valzania, Ceravolo (P), Ciofani                  | 3 apr 2019  | la prima vittoria casalinga della stagione vede il Frosinone segnare il gol più tardivo della storia della Serie A al 113º                                                             |
| 2018-19 | A              | Fiorentina – Frosinone 0-1 D. Ciofani                                                          | 7 apr 2019  | Dopo 4 giorni il Frosinone espugna l'Artemio Franchi |
| 2018-19 | A              | Sassuolo – Frosinone 2-2 Sammarco, Paganini, Ferrari (S), Boga (S)                             | 5 mag 2019  | Nonostante un'ottima prestazione il Sassuolo condanna per la 3ª volta alla retrocessione i gialloblù (la 2ª in Serie A)                                                                |

## Statistiche individuali

### Lista dei capitani
| Calciatore           | Ruolo | Stagioni al club                 | Stagioni da capitano | Presenze | Reti |
| -------------------- | ----- | -------------------------------- | -------------------- | -------- | ---- |
| …                    |       |                                  |                      |          |      |
| Egidio Fumagalli     | C     | 1964-1969                        | 1964-1969 (5)        | 148      | ?    |
| Piero Del Sette      | D     | 1964-1971                        | 1969-1971 (2)        | 205      | 4    |
| Angelo Seghezza      | C     | 1971-1973                        | 1971-1973 (2)        | 32+      | 1+   |
| Arturo Massari       | D     | 1971-1975                        | 1973-1975 (2)        | 127      | 6    |
| Franco Giugia        | C     | 1975                             | 1975 (1)             | ?        | ?    |
| Rodolfo Battista     | C     | 1972-1978                        | 1975-1978 (3)        | ?        | ?    |
| Claudio Catoni       | D     | 1976-1979                        | 1978-1979 (1)        | ?        | ?    |
| Massimo Cipriani     | C     | 1974-1978 e 1979-1980            | 1979-1980 (1)        | ?        | ?    |
| Giuliano Farinelli   | C     | 1978-1983                        | 1980-1983 (3)        | 108+     | 14+  |
| Raniero Pellegrini   | C     | 1976-1985                        | 1983-1985 (2)        | 198      | ?    |
| Giorgio Davato       | C     | 1979-1982 e 1983-1989            | 1985-1987 (2)        | 266      | 11   |
| Giuseppe Bellini     | C     | 1987-1989                        | 1987-1989 (2)        | 51       | 3    |
| Luciano Malaman      | C     | 1987-1990                        | 1989-1990 (1)        | 84       | 11   |
| Antonio Strano       | C     | 1989-1991                        | 1990-1991 (1)        | 33+      | 1+   |
| Massimo Lattuca      | D     | 1986-1989 e 1991-1992            | 1991-1992 (1)        | ?        | ?    |
| Donato Leone         | C     | 1991-1993                        | 1992-1993 (1)        | ?        | ?    |
| Marco Bagaglini      | D     | 1991-1999                        | 1993-1999 (6)        | 202      | 1    |
| Carlo Pascucci       | D     | 1999-2000                        | 1999-2000 (1)        | 27       | 1    |
| Fabrizio Perrotti    | C     | 1983-1985, 1994-1998 e 2000-2002 | 2000-2002 (2)        | 222      | 39   |
| Omar Roma            | D     | 2001-2003                        | 2002-2003 (1)        | 44       | 1    |
| Gianfranco Cicchetti | D     | 2002-2003                        | 2003 (1)             | ?        | ?    |
| Gianluca De Angelis  | C     | 2003-2005                        | 2003-2005 (1)        | 50       | 2    |
| Paolo Antonioli      | D     | 2005-2007                        | 2005-2007 (2)        | 100      | 2    |
| Nicola Carlo Pagani  | D     | 2004-2008                        | 2007-2008 (1)        | 114      | 1    |
| Vincenzo Sicignano   | P     | 2007-2011                        | 2008-2011 (3)        | 112      | -158 |
| Dario Biasi          | D     | 2011-2014                        | 2011-2012 (1)        | 56       | 2    |
| Alessandro Frara     | C     | 2011-2018                        | 2012-2018 (6)        | 169      | 15   |
| Daniel Ciofani       | A     | 2013-2019                        | 2018-2019 (1)        | 211      | 72   |
| Federico Dionisi     | A     | 2014-2021                        | 2019 (1)             | 192      | 62   |
| Nicolò Brighenti     | D     | 2016-2022                        | 2019--2021 (2)       | 129      | 3    |
| Fabio Lucioni        | D     | 2022-2023                        | 2022-2023 (1)        | 31       | 4    |
| Luca Mazzitelli      | C     | 2022-                            | 2023- (1)            | 30       | 5    |

Dati aggiornati al 24 settembre 2023.

### Record di presenze
Statistiche aggiornate al 26 giugno 2024
| Campionato - 287 Marco Cari (1980-1989) - 266 Giorgio Davato (1979-1982, 1983-1989) - 250 Gianni Gabriele (1945-????) - 228 Fabrizio Perrotti (1980-1986, 1995-1998, 2001-2003) - 211 Daniel Ciofani (2013-2019) - 205 Piero Del Sette (1964-1971) - 203 Mirko Gori (2012-2022) - 202 Marco Bagaglini (1991-1999) - 198 Raniero Pellegrini (1976-1985) - 196 Alberto Recchia (1969-1975) | Coppa Italia - 14 Mirko Gori (2005-2022) 14 Luca Paganini (2011-2013, 2013-2020) - 12 Robert Gucher (2008-2010, 2010-2011, 2012-2017) - 10 Salvatore Aurelio (2009-2011, 2011-2014) - 9 Daniel Ciofani (2013-2019) 9 Roberto Crivello (2013-2018) 9 Alessandro Frara (2011-2018) 9 Massimo Zappino (2005-2007, 2012-2018) - 7 Nicolò Brighenti (2016-2022) 7 Camillo Ciano (2017-2022) 7 Matteo Ciofani (2013-2018) 7 Federico Dionisi (2014-2021) 7 Nicholas Guidi (2008-2013) |

| Serie A - 69 Daniel Ciofani (2015-2016, 2018-2019) - 54 Raman Chibsah (2015-2016, 2018-2019) - 41 Federico Dionisi (2015-2016, 2018-2019) 41 Luca Paganini (2015-2016, 2018-2019) - 38 Mirko Gori (2015-2016, 2018-2019) 38 Danilo Soddimo (2015-2016, 2018-2019) - 36 Paolo Sammarco(2015-2016, 2018-2019) 36 Marco Brescianini (2023-2024) 36 Enzo Barrenechea(2023-2024) 36 Matías Soulé(2023-2024) 36 Walid Cheddira(2023-2024) | Serie B - 151 Federico Dionisi (2014-2015, 2016-2018, 2019-2021) - 138 Mirko Gori (2014-2015, 2016-2018, 2019-2022) - 136 Raffaele Maiello (2017-2018, 2019-2022) - 135 Francesco Bardi (2016-2018, 2019-2021) - 134 Antonio Bocchetti (2007-2011) - 131 Camillo Ciano (2017-2018, 2019-2022) - 125 Lorenzo Ariaudo (2016-2018, 2019-2021) - 118 Nicolò Brighenti (2016-2018, 2019-2022) - 113 Daniel Ciofani (2014-2015, 2016-2018) - 112 Vincenzo Sicignano (2007-2011) 112 Marcus Rohdén (2019-2023) |

### Record di marcature
Statistiche aggiornate al 26 giugno 2024
| Record di reti in campionato - 73 Daniel Ciofani (2013-2019) - 64 Paolo Santarelli (1974-1977, 1980-1983) - 63 Federico Dionisi (2014-2021) - 43 Francesco Caputi (????-????) - 39 Francesco Lodi (2006-2008, 2010-2011) - 36 Camillo Ciano (2017-2022) 36 Paolo Russo (????-1996) - 35 Angelo Brunello (1972-1975) - 34 Salvatore Silvestri (????-????) - 34 Tonino Spaziani (????-????) | Coppa Italia - 4 Daniel Ciofani (2013-2019) - 3 Marcello Trotta (2019-2020) - 2 Simone Basso (2009-2011) 2 Camillo Ciano (2017-2022) 2 Alessandro Frara (2011-2018) 2 Mirko Gori (2005-2022) 2 Luca Paganini (2011-2013, 2013-2020) - 1 20 calciatori |

| Serie A - 14 Daniel Ciofani (2015-2016, 2018-2019) - 11 Matías Soulé (2023-) - 10 Federico Dionisi (2015-2016, 2018-2019) - 7 Camillo Ciano (2018-2019) 7 Walid Cheddira(2023-) - 5 Andrea Pinamonti (2018-2019) 5 Paolo Sammarco (2015-2016, 2018-2019) 5 Luca Mazzitelli (2023-) - 4 Luca Paganini (2015-2016, 2018-2019) 4 Marco Brescianini (2023-) | Serie B - 52 Federico Dionisi (2014-2015, 2016-2018, 2019-2021) - 42 Daniel Ciofani (2014-2015, 2016-2018, 2019-2022) - 38 Francesco Lodi (2006-2008, 2010-2011) - 29 Camillo Ciano (2017-2018, 2019-2022) - 20 Éder (2008-2009) 20 Vincenzo Santoruvo (2008-2011) - 18 Andrija Novakovich (2019-2022) - 15 Luca Paganini (2014-2015, 2016-2018, 2019-2020) - 13 Zlatko Dedič (2007-2008, 2008-2009) 13 Felice Evacuo (2007-2008) |

Capocannonieri
 Capocannoniere in terza serie:
Serie C 1973-74  Massimo Palanca - 17 reti
Lega Pro 1D 2013-14  Daniel Ciofani - 16 reti
 Capocannoniere in quarta serie:
Serie D 1970-71  Vincenzo Mettus - 13 reti
Serie C2 1981-82  Luca Gabriellini - 16 reti
Altri piazzamenti nelle classifiche dei marcatori
 2º classificato in terza serie
Serie C2 1984-85  Mauro Viviani - 12 reti
Serie C2 2003-04  Roberto Manca - 14 reti
 3º classificato in quarta serie
Serie C2 1997-98  Salvatore Campilongo - 13 reti

### Campionato e coppa Italia (presidenza Stirpe)
Le tabelle si riferiscono a campionato (inclusi play-off), Coppa Italia e Coppa Italia serie C/Lega Pro. Le presenze e le reti in Coppa Italia Serie C vengono esplicitate facendole precedendere da un segno "+".
Il record di reti stagionali in serie B appartiene a Francesco Lodi, con 20 centri nella stagione 2007-2008.
Statistiche aggiornate al 15 maggio 2022
| Record di presenze totali durante la presidenza Stirpe 1. Mirko Gori - 233 2. Daniel Ciofani - 227 3. Federico Dionisi - 209 4. Luca Paganini - 194 5. Massimo Zappino - 194 6. Alessandro Frara - 190 7. Camillo Ciano - 180 8. Matteo Ciofani - 165 9. Danilo Soddimo - 157 10. Lorenzo Ariaudo - 154 11. Francesco Bardi - 149 12. Robert Gucher - 144 13. Nicolò Brighenti - 142 14. Antonio Bocchetti - 139 | Record di reti totali durante la presidenza Stirpe 1. Daniel Ciofani - 77 2. Federico Dionisi - 63 3. Camillo Ciano - 42 4. Francesco Lodi - 38 5. Vincenzo Santoruvo - 30 6. Luca Paganini - 29 7. Davis Curiale - 28 8. Salvatore Mastronunzio - 28 9. Éder - 20 10. Andrija Novakovich - 19 11. Alessandro Frara - 18 12. Felice Evacuo - 13 13. Zlatko Dedič - 13 14. Ciro Ginestra - 13 |
| Record di presenze in Serie A 1. Daniel Ciofani - 69 2. Raman Chibsah - 54 3. Federico Dionisi - 41 4. Luca Paganini - 41 5. Mirko Gori - 38 6. Danilo Soddimo - 38 7. Paolo Sammarco - 36 8. Marco Sportiello - 35 9. Camillo Ciano - 33 10. Nicola Leali - 33 | Record di reti in Serie A 1. Daniel Ciofani - 14 2. Federico Dionisi - 10 3. Camillo Ciano - 7 4. Paolo Sammarco - 5 5. Andrea Pinamonti - 5 6. Luca Paganini - 4 7. Leonardo Blanchard - 3 8. Luca Valzania - 2 9. Francesco Cassata - 2 10. Alessandro Frara - 2 |
| Record di presenze in Serie B 1. Federico Dionisi - 151 2. Mirko Gori - 146 3. Raffaele Maiello - 143 4. Francesco Bardi - 141 5. Camillo Ciano - 140 6. Antonio Bocchetti - 134 7. Lorenzo Ariaudo - 131 8. Nicolò Brighenti - 124 9. Daniel Ciofani - 115 10. Vincenzo Sicignano - 112 | Record di reti in Serie B 1. Federico Dionisi - 52 2. Daniel Ciofani - 42 3. Camillo Ciano - 40 4. Francesco Lodi - 38 5. Éder - 20 6. Vincenzo Santoruvo - 20 7. Andrija Novakovich - 19 8. Luca Paganini - 15 9. Felice Evacuo - 13 10. Zlatko Dedič - 13 |
| Record presenze in Coppa Italia 1. Mirko Gori - 18 (14+4) 2. Luca Paganini - 15 (14+1) 3. Robert Gucher - 15 (12+3) 4. Alessandro Frara - 10 (9+1) 5. Salvatore Aurelio - 10 6. Daniel Ciofani - 9 7. Massimo Zappino - 9 8. Roberto Crivello - 9 9. Camillo Ciano - 7 10. Federico Dionisi - 7 11. Matteo Ciofani - 7                                                                                           | Record di reti in Coppa Italia 1. Daniel Ciofani - 4 2. Marcello Trotta - 3 3. Robert Gucher - 3 (1+2) 4. Mirko Gori - 2 5. Alessandro Frara - 2 6. Simone Basso - 2 7. Luca Paganini - 2 (1+1) 8. Ciro Ginestra - 2 (1+1) |
| Classifica totale degli assist durante la presidenza Stirpe 1. Federico Dionisi - 22 2. Daniel Ciofani - 20 3. Danilo Soddimo - 18 4. Camillo Ciano - 16 5. Luca Paganini - 14 6. Raffaele Maiello - 11 7. Robert Gucher - 10 8. Alfredo Cariello - 9 9. Davis Curiale - 8 10. Roberto Crivello - 7 | Classifica rigori durante la presidenza Stirpe 1. Daniel Ciofani - 17 (di cui 12 a segno) 2. Federico Dionisi - 12 (di cui 10 a segno) 3. Camillo Ciano - 11 (di cui 7 a segno) 4. Francesco Lodi - 6 5. Davide Carrus - 5 6. Simone Basso - 4 7. Alessandro Frara - 3 (di cui 2 a segno) 8. Zlatko Dedič - 3 9. Massimo Margiotta - 3 10. Massimo Ganci - 3 11. Davis Curiale - 3           |

### Statistiche sui portieri (presidenza Stirpe)
La tabella elenca i portieri con più presenze durante il periodo di presidenza Stirpe
Statistiche aggiornate al 16/06/2018.
| Nome               | Stagioni | Stagioni | Stagioni | Campionato | Campionato | Play Off | Play Off | Coppa Italia | Coppa Italia | Totale | Totale |
| Nome               | Da:      | A:       | N°       | Pres       | Gol        | Pres     | Gol      | Pres         | Gol          | Pres   | Gol    |
| ------------------ | -------- | -------- | -------- | ---------- | ---------- | -------- | -------- | ------------ | ------------ | ------ | ------ |
| Massimo Zappino    | 2004-07  | 2017-18  | 9,5      | 171        | -184       | 11       | -8       | 12           | -10          | 194    | -202   |
| Vincenzo Sicignano | 2007-08  | 2010-11  | 4        | 112        | -158       | -        | -        | 3            | -7           | 115    | -165   |
| Francesco Bardi    | Gen2016  | 2017-18  | 2,5      | 65         | -70        | 2        | -1       | 1            | -2           | 118    | -167   |
| Pierluigi Frattali | 2005-06  | Gen2011  | 5,5      | 34         | -50        | -        | -        | 4            | -9           | 38     | -59    |
| Nicola Leali       | 2015-16  | 2015-16  | 1        | 33         | -59        | -        | -        | 1            | 0            | 34     | -59    |
| Mauro Vigorito     | 2017-18  | 2017-18  | 1        | 17         | -18        | 4        | -4       | -            | -            | 21     | -22    |
| Mirko Pigliacelli  | 2014-15  | 2014-15  | 1        | 17         | -26        | -        | -        | -            | -            | 17     | -26    |

### Statistiche sui portieri: altri record
- Nella stagione 1967-1968 in Serie D Raffaele Trentini migliorò il record nazionale di imbattibilità restando senza subire reti per 1.204 minuti.
- Nella stagione 1970-71 in Serie D il Frosinone vantò il record nazionale per la migliore difesa (solo 8 reti subite dal portiere Recchia) raggiungendo la promozione in Serie C. Recchia ha difeso la porta del Frosinone per sette stagioni, dal 1968 al 1975, con 196 presenze.
- Il portiere Marco Cari, in forza al Frosinone dalla stagione 1979-1980 alla stagione Serie C1 1988-1989, detiene il record di presenze con il club ciociaro, 287 in 10 stagioni attraverso Serie D, la C2 (la maggior parte) e C1.

## Statistiche sugli allenatori
Alberto Mari ha allenato il Frosinone per 8 stagioni, negli anni 1979-1982, 1986-1989, 1995-1996, 1999-2000. Ha raggiunto due promozioni, conquistando la Serie C2 nella stagione 1980-81 senza subire alcuna sconfitta e la Serie C1 (che mancava da 12 anni) nella stagione 1986-87, mancando di pochissimo un'altra promozione in C1 nella stagione 1995-96.
Roberto Stellone ha allenato il Frosinone dalla stagione 2012-13 alla stagione 2015-16, centrando due promozioni consecutive in Serie B e, per la prima volta nella storia del Frosinone Calcio, in Serie A.
Ivo Iaconi è stato invece l'artefice della conquista della prima, storica Serie B, mai raggiunta in precedenza dal club ciociaro.
Dati aggiornati al 16 giugno 2018.
| Allenatori per n° panchine (periodo presidenza Stirpe) 1. Roberto Stellone - 158 2. Ivo Iaconi - 81 3. Moreno Longo - 48 4. Pasquale Marino - 46 5. Piero Braglia - 43 6. Alberto Cavasin - 43 7. Francesco Moriero - 40 8. Dino Pagliari - 38 9. Guido Carboni - 28 10. Daniele Arrigoni - 23 11. Salvatore Campilongo - 21 12. Eugenio Corini - 20 13. Carlo Sabatini - 17 14. Francesco Giorgini - 9 | Allenatori: classifica totale (numero di stagioni e periodo) 1. (1979-80, 1999-00) Alberto Mari - 8 2. (1952-53, 1969-70) Umberto De Angelis - 6 3. (1972-73, 1984-85) Umberto Mannocci - 5 4. (2012-13, 2015-16) Roberto Stellone - 4 5. (1983-84, 1985-86) Mario Santececca - 3 6. (1955-56, 1957-58) Mario Genta - 3 7. (1968-69, 1996-97) Carlo Orlandi - 3 8. (1989-90, 1994-95) Luciano Vescovi - 3 |

## Tifoseria
Dati relativi agli spettatori stagionali e agli abbonamenti emessi
 Dal primo anno di Serie B, ovvero la stagione 2006-07 si è avuto un trend positivo del numero medio di spettatori, crescendo ulteriormente nella stagione 2015-16 in massima serie. Una nuova spinta all'incremento di abbonamenti e biglietti venduti lo si è avuto con la costruzione del nuovo impianto intitolato a Benito Stirpe, la cui capienza rispetto al vecchio Matusa è stata incrementata di oltre il 60%, raggiungendo 16.125 posti tutti al coperto. Si tratta del terzo impianto moderno gestito direttamente da un club calcistico in Italia, dopo lo Juventus Stadium di Torino (2011) e lo Stadio Friuli di Udine (2013).

### Storico abbonamenti durante la presidenza Stirpe
Statistiche aggiornate alla stagione 2018-2019
| Serie    | Stag.   | Abb.  |
| -------- | ------- | ----- |
| Serie B  | 2019-20 | 10406 |
| Serie A  | 2018-19 | 11197 |
| Serie B  | 2017-18 | 6963  |
| Serie B  | 2016-17 | 4231  |
| Serie A  | 2015-16 | 5954  |
| Serie B  | 2014-15 | 3060  |
| L.Pro1D  | 2013-14 | 1449  |
| L.Pro1D  | 2012-13 | 1211  |
| L.Pro1D  | 2011-12 | 1422  |
| Serie B  | 2010-11 | 1911  |
| Serie B  | 2009-10 | 2351  |
| Serie B  | 2008-09 | 2165  |
| Serie B  | 2007-08 | 2583  |
| Serie B  | 2006-07 | 2286  |
| Serie C1 | 2005-06 | 819   |
| Serie C1 | 2004-05 | 558   |
| Serie C2 | 2003-04 | 344   |

### Presenze allo stadio durante la presidenza Stirpe
Tabella riassuntiva sugli spettatori del Frosinone dalla stagione 2003-2004 (Periodo della presidenza Stirpe)
Statistiche aggiornate al 17 maggio 2023
| Serie    | Stag.   | N  | Medi   | Massimi              | Minimi                | Totali  | Abbon. |
| -------- | ------- | -- | ------ | -------------------- | --------------------- | ------- | ------ |
| Serie B  | 2022-23 | 19 | 11 322 | 15 937 vs Genoa      | 6 879 vs Como         | 215 119 | 3 047  |
| Serie B  | 2021-22 | 19 | 5 456  | 8 927 vs Pisa        | 4 024 vs Reggina      | 103 665 | 1 202  |
| Serie B  | 2019-20 | 13 | 11 077 | 12 215 vs Crotone    | 10 589 vs Venezia     | 144 005 | 10 406 |
| Serie A  | 2018-19 | 18 | 13 454 | 16 310 vs Juventus   | 12 167 vs Chievo      | 242 168 | 11 197 |
| Serie B  | 2017-18 | 21 | 11 491 | 16 286 vs Foggia     | 9 303 vs Novara       | 241 331 | 6 963  |
| Serie B  | 2016-17 | 22 | 5 961  | 7 229 vs Bari        | 5 340 vs Cesena       | 131 131 | 4 231  |
| Serie A  | 2015-16 | 19 | 7 473  | 10 000 vs Juventus   | 6 007 vs Chievo       | 141 987 | 5 954  |
| Serie B  | 2014-15 | 21 | 5 320  | 10 000 vs Crotone    | 3 817 vs Pro Vercelli | 111 729 | 3 060  |
| L.Pro 1D | 2013-14 | 18 | 3 619  | 9 000 vs Lecce       | 1 937 vs Grosseto     | 65 149  | 1 449  |
| L.Pro 1D | 2012-13 | 15 | 2 255  | 3 986 vs Latina      | 1 488 vs Sorrento     | 33 825  | 1 211  |
| L.Pro 1D | 2011-12 | 17 | 2 049  | 4 497 vs Latina      | 1 576 vs Siracusa     | 34 829  | 1 422  |
| Serie B  | 2010-11 | 21 | 2 747  | 4 467 vs Siena       | 1 938 vs Pescara      | 57 688  | 1 911  |
| Serie B  | 2009-10 | 21 | 4 098  | 6 995 vs Torino      | 2 777 vs Grosseto     | 86 061  | 2 351  |
| Serie B  | 2008-09 | 21 | 3 435  | 4 569 vs Bari        | 2 635 vs Piacenza     | 72 143  | 2 165  |
| Serie B  | 2007-08 | 21 | 4 107  | 6 434 vs Bologna     | 3 295 vs AlbinoLeffe  | 86 254  | 2 583  |
| Serie B  | 2006-07 | 21 | 5 072  | 8 552 vs Juventus    | 2 878 vs Pescara      | 106 510 | 2 286  |
| Serie C1 | 2005-06 | 19 | 2 859  | 6 178 vs Grosseto    | 1 534 vs Massese      | 54 320  | 819    |
| Serie C1 | 2004-05 | 19 | 2 399  | 4 436 vs Mantova     | 1 510 vs Vittoria     | 45 579  | 558    |
| Serie C2 | 2003-04 | 17 | 2 311  | 5 000 vs Igea Virtus | 1 039 vs Lodigiani    | 39 291  | 344    |

Questo grafico non è disponibile a causa di un problema tecnico.
Si prega di non rimuoverlo.

## Il nuovo stadio Benito Stirpe
Dati relativi alle sole partite ufficiali, aggiornati al 16 giugno 2018.
Frosinone-Juventus (0-2) del 23 settembre 2018, valida per la 5ª giornata del campionato di Serie A 2018-2019, è stata la partita in cui il Benito Stirpe ha fatto registrare il primato di pubblico con 16 310 spettatori, nonché la sfida in cui si è stabilito il record d'incasso con 582 705 euro.
Nel campionato cadetto il record spetta a Frosinone-Foggia (2-2) del 18 maggio 2018, valida per la 42ª giornata del campionato di Serie B 2017-2018 con 16 286 spettatori e con 218 340 euro di incasso.

### Primati
- Prima partita in assoluto: Frosinone-Cremonese 0-0 (2 ottobre 2017)
- Prima vittoria in assoluto: Frosinone-Ternana 4-2 (24 ottobre 2017)
- Prima sconfitta in assoluto: Frosinone-Perugia 1-3 (24 febbraio 2018)
- Primo pareggio in assoluto: Frosinone-Cremonese 0-0 (2 ottobre 2017)
- Prima partita in Serie A: Frosinone-Sampdoria 0-5 (15 settembre 2018)

### Record spettatori
| Comp.          | N  | Medi  | Massimi                     | Minimi                     | Totali |
| -------------- | -- | ----- | --------------------------- | -------------------------- | ------ |
| Serie A        | 5  | 13372 | 16310 vs Juventus (23/9/18) | 12287 vs Empoli (21/10/18) | 66861  |
| Serie B + P.O. | 21 | 11491 | 16.286 vs Foggia (18/5/18)  | 9303 vs Novara (3/3/18)    | 241331 |
| Coppa Italia   | -  | -     | - vs - (-/-/-)              | - vs - (-/-/-)             | -      |

#### In Serie A
- Partita con più spettatori: 16 310 vs Juventus (23 settembre 2018)[50]
- Seconda partita con più spettatori: 15 217 vs Milan (26 dicembre 2018)[50]
- Terza partita con più spettatori: 15 063 vs Roma (23 febbraio 2019)[50]
- Partita con meno spettatori: 12 287 vs Empoli (21 ottobre 2018)[50]
- Record di abbonamenti emessi: 11 197 nella stagione 2018-2019[50]

#### In Serie B
- Partita con più spettatori: 16 286 vs Foggia (18 maggio 2018)[5][36]
- Seconda partita con più spettatori: 15 443 vs Palermo, play-off (16 giugno 2018)[37]
- Terza partita con più spettatori: 13 166 vs Empoli (23 aprile 2018)[5]
- Quarta partita con più spettatori: 13 001 vs Cremonese (2 ottobre 2017)[5]
- Quinta partita con più spettatori: 12 430 vs Palermo (14 ottobre 2017)[5]
- Partita con meno spettatori: 9 303 vs Novara (3 marzo 2018)[5][62]
- Record di abbonamenti emessi: 10 406 nella stagione 2019-2020[4]

### Risultati
| Comp.              | G  | V  | N | P | Gf | Gs | V %   |
| ------------------ | -- | -- | - | - | -- | -- | ----- |
| Serie A            | 5  | 0  | 2 | 3 | 5  | 14 | 0%    |
| Serie B + Play-off | 21 | 11 | 8 | 2 | 38 | 22 | 52,4% |
| Coppa Italia       | -  | -  | - | - | -  |    | -%    |